# Villiam Vecchi
Villiam Vecchi (Scandiano, Reggio Emilia, 28 de diciembre de 1948-Reggio Emilia, 3 de agosto de 2022) fue un futbolista y entrenador de porteros italiano.

## Carrera deportiva
Jugó con el Milan desde 1967 hasta 1974. Se le conoció como el «héroe de Tesalónica» debido a la final de Recopa de Europa entre Milan y el equipo inglés Leeds United, disputada el 16 de mayo de 1973 en Tesalónica, en el norte de Grecia. El Milan empezó ganando la final por 1-0 gracias a un gol que se produjo a los tres minutos. A partir de ahí, el equipo italiano se encerró atrás y Vecchi se convirtió en el actor principal, teniendo una actuación memorable, resistiendo el ataque inglés y consiguiendo mantener la portería imbatida los noventa minutos.
También jugó en la final de la Copa de Italia 1972-1973 disputada contra la Juventus, neutralizando los penaltis de Pietro Anastasi y de Roberto Bettega en la serie final de penaltis tras el resultado final de empate.
Dejó el Milán al final de la temporada 1973-1974 y se mudó al Cagliari en 1974-1975. Defendió la puerta del equipo de la isla durante una temporada alternando con Renato Copparoni mientras que al año siguiente (1975-1976) una lesión en la mano le provocó un largo parón. 
En 1976-1977 se trasladó a Como, donde jugó durante cinco años. El equipo de Larian, gracias también a su eficiente aportación, recuperó la Serie A en la temporada 1979/80.
En 1981-1982 se trasladó a la SPAL, donde concluyó su carrera competitiva y ejerciendo posteriormente la actividad de preparador de porteros, lo que le hizo volver a Milán.
Desde julio de 2010, después de haber entrenado durante una década a los porteros del primer equipo del AC Milan, pasa a entrenar a los porteros del Allievi Nazionali, en el sector juvenil rossoneri. [4]
En el verano de 2013 volvió a incorporarse al cuerpo técnico de Carlo Ancelotti  esta vez en el Real Madrid y de 2016 a 2018 ocupó el cargo de supervisor de la preparación de porteros en el sector juvenil del Reggiana.
Fue entrenador de Iker Casillas, Dida, Gianluigi Buffon, Diego López y Keylor Navas. Fue el preparador de porteros del Parma, del Milan y del Real Madrid en la época en la que Carlo Ancelotti estuvo en estos equipos.

## Muerte
Murió el 3 de agosto de 2022 en el hospital Santa Maria de Reggio Emilia a la edad de 73 años. [5] [6]